# ژرژ دوویلی
ژرژ دوویلی (فرانسوی: Georges Devilly‎؛ زادهٔ) دوچرخه‌سوار اهل فرانسه است.